# Scărișoara, Alba
Scărișoara (în maghiară Aranyosfő) este satul de reședință al comunei cu același nume din județul Alba, Transilvania, România.

## Obiective turistice
- Rezervația naturală Cheile Mândruțului (3,5 ha).
- Peștera Scărișoara